# Philodendron anisotomum
Philodendron anisotomum är en kallaväxtart som beskrevs av Heinrich Wilhelm Schott. Philodendron anisotomum ingår i släktet Philodendron och familjen kallaväxter. Inga underarter finns listade.